# Torneo de Róterdam 2010
El Torneo de Róterdam fue un evento de tenis que se disputó en Róterdam (Países Bajos) entre el 8 de febrero y el 14 de febrero de 2010.

## Campeones
- Individuales masculinos:  Robin Söderling derrota a   Mijaíl Yuzhny, 6–4, 2–0, ret.

- Dobles masculinos:  Daniel Nestor /  Nenad Zimonjić  derrotan a  Simon Aspelin /  Paul Hanley, 6–4, 4–6, [10–7]